# Blissfield
Blissfield es una villa ubicada en el condado de Lenawee en el estado estadounidense de Míchigan. En el Censo de 2010 tenía una población de 3340 habitantes y una densidad poblacional de 562,64 personas por km².

## Geografía
Blissfield se encuentra ubicada en las coordenadas 41°49′52″N 83°51′51″O / 41.83111, -83.86417. Según la Oficina del Censo de los Estados Unidos, Blissfield tiene una superficie total de 5.94 km², de la cual 5.79 km² corresponden a tierra firme y (2.4%) 0.14 km² es agua.

## Demografía
Según el censo de 2010, había 3340 personas residiendo en Blissfield. La densidad de población era de 562,64 hab./km². De los 3340 habitantes, Blissfield estaba compuesto por el 96.56% blancos, el 0.27% eran afroamericanos, el 0.51% eran amerindios, el 0.18% eran asiáticos, el 0.03% eran isleños del Pacífico, el 0.81% eran de otras razas y el 1.65% pertenecían a dos o más razas. Del total de la población el 5.15% eran hispanos o latinos de cualquier raza.